# Neovalgus banzai
Neovalgus banzai är en skalbaggsart som beskrevs av K. Sawada 1941. Neovalgus banzai ingår i släktet Neovalgus och familjen Cetoniidae. Inga underarter finns listade i Catalogue of Life.